# Adam Johnston Fergusson Blair
Pour les articles homonymes, voir Adam Blair et Blair.
Adam Johnston Fergusson Blair (né Adam Johnston Fergusson) (4 novembre 1815-30 décembre 1867) est un homme politique canadien de l'Ontario. Il est sénateur fédéral libéral de l'Ontario en 1867. Il est ministre dans le cabinet du premier ministre John A. Macdonald.

## Biographie
Né dans le Perthshire en Écosse, Blair s'établit dans le Haut-Canada avec sa famille en 1833 après des études à Édimbourg. Son père contribue à la fondation de la ville de Fergus (en). Nommé au barreau du Haut-Canada enh 1839, il pratique le droit à Guelph. Il devient par la suite juge à la cour du district de Wellington en 1842.
Il démissionne de son poste de juge pour devenir député de la circonscription de Waterloo pour le Parti réformiste (en) à l'Assemblée législative de la province du Canada en 1847. Réélu en 1851, il représente ensuite la circonscription de Wellington après les élections de 1854 à 1857. En 1860, il représente la division de Brock au Conseil législatif de la province du Canada. Il sert comme receveur général et secrétaire provincial. En 1866, il devient président du conseil exécutif après la démission de George Brown.
Suivant la Confédération canadienne, il est nommé au Sénat du Canada en octobre 1867 par une proclamation de la reine Victoria. Nommé président du Conseil privé du Roi pour le Canada, il siège seulement deux mois avant de décéder.
Il ajoute Blair à son patronyme en 1862 afin d'hériter du Blair estate en Écosse à la suite du décès de son frère ainé Neil James Fergusson Blair.